# CODAS-Syndrom
Das CODAS-Syndrom, Akronym (englisch) für Cerebral, Ocular, Dental, Auricular und Skelet Anomalie,  ist eine sehr seltene angeborene Erkrankung mit den namensgebenden Hauptmerkmalen.
Synonym: Zerebro-okulo-dento-aurikulo-skelettales Syndrom
Die Bezeichnung wurde im Jahre 1991 von den Autoren der Erstbeschreibung durch die kanadischen Pädiater Souheil M. Shebib, Martin H. Reed,  E. Paul Shuckett und Mitarbeiter vorgeschlagen.

## Verbreitung
Die Häufigkeit wird mit unter 1 zu 1.000.000 angegeben, bislang wurde über 3 betroffene Kinder berichtet. Die Vererbung erfolgt autosomal-rezessiv.

## Ursache
Der Erkrankung liegen Mutationen im LONP1-Gen auf Chromosom 19 Genort p13.3 zugrunde, welches für die mitochondriale Lon Peptidase 1 kodiert.

## Klinische Erscheinungen
Klinische Kriterien sind:
- Manifestation im Neugeborenen bis Kleinkindesalter
- psychomotorische Retardierung
- Katarakt
- Zahnauffälligkeiten mit abnormaler Form, Schmelzfortsätze an den Zahnschneiden, später Zahndurchbruch
- Fehlbildung der Ohrmuschel, malformierte (stark gefaltete und 'zerknitterte') Ohren, Schallempfindungsschwerhörigkeit
- Kleinwuchs
- epiphysäre Dysplasie
- Gesichtsdysmorphie mit Ptosis, Epikanthus und Grübchen am Nasenrücken

## Diagnose
Im Röntgenbild finden sich: verzögerte Ossifikation und Skelettreife, Anomalien an Wirbelsäule und Becken.

## Differentialdiagnose
Abzugrenzen sind:
- Chondrodysplasia punctata
- Kabuki-Syndrom